# Charmed – Zauberhafte Hexen/Episodenliste
Diese Episodenliste enthält alle Episoden der US-amerikanischen Fernsehserie Charmed – Zauberhafte Hexen, sortiert nach der US-amerikanischen Erstausstrahlung. Zwischen 1998 und 2006 entstanden in acht Staffeln insgesamt 178 Episoden mit einer Länge von jeweils etwa 42 Minuten.

## Übersicht
| Staffel | Episodenanzahl | Erstausstrahlung USA | Erstausstrahlung USA | Deutschsprachige Erstausstrahlung | Deutschsprachige Erstausstrahlung |
| Staffel | Episodenanzahl | Staffelpremiere      | Staffelfinale        | Staffelpremiere                   | Staffelfinale                     |
| ------- | -------------- | -------------------- | -------------------- | --------------------------------- | --------------------------------- |
| 1       | 22             | 7. Oktober 1998      | 26. Mai 1999         | 9. Mai 1999                       | 3. Oktober 1999                   |
| 2       | 22             | 30. September 1999   | 18. Mai 2000         | 9. September 2000                 | 27. Januar 2001                   |
| 3       | 22             | 5. Oktober 2000      | 17. Mai 2001         | 6. Juni 2001                      | 25. September 2002                |
| 4       | 22             | 4. Oktober 2001      | 16. Mai 2002         | 2. Oktober 2002                   | 5. März 2003                      |
| 5       | 23             | 22. September 2002   | 11. Mai 2003         | 14. April 2004                    | 28. Juli 2004                     |
| 6       | 23             | 28. September 2003   | 16. Mai 2004         | 9. Februar 2005                   | 29. Juni 2005                     |
| 7       | 22             | 12. September 2004   | 22. Mai 2005         | 6. Juli 2005                      | 16. November 2005                 |
| 8       | 22             | 25. September 2005   | 21. Mai 2006         | 19. September 2006                | 24. März 2007                     |

## Staffel 1
Die Erstausstrahlung der ersten Staffel war vom 7. Oktober 1998 bis zum 26. Mai 1999 auf dem US-amerikanischen Sender The WB zu sehen. Die deutschsprachige Erstausstrahlung sendete der deutsche Free-TV-Sender ProSieben vom 9. Mai bis zum 3. Oktober 1999.
| Nr. (ges.) | Nr. (St.) | Deutscher Titel                    | Originaltitel                        | Erstausstrahlung USA | Deutschsprachige Erstausstrahlung (D) | Regie               | Drehbuch                                                                                  |
| ---------- | --------- | ---------------------------------- | ------------------------------------ | -------------------- | ------------------------------------- | ------------------- | ----------------------------------------------------------------------------------------- |
| 1          | 1         | Das Buch der Schatten              | Something Wicca This Way Comes       | 7. Okt. 1998         | 9. Mai 1999                           | John T. Kretchmer   | Constance M. Burge                                                                        |
| 2          | 2         | Teuflische Augen                   | I’ve Got You Under My Skin           | 14. Okt. 1998        | 16. Mai 1999                          | John T. Kretchmer   | Brad Kern                                                                                 |
| 3          | 3         | Die Formwandler                    | Thank You for Not Morphing           | 21. Okt. 1998        | 30. Mai 1999                          | Ellen Pressman      | Chris Levinson & Zack Estrin                                                              |
| 4          | 4         | Rendezvous mit einem Geist         | Dead Man Dating                      | 28. Okt. 1998        | 6. Juni 1999                          | Richard Compton     | Javier Grillo-Marxuach                                                                    |
| 5          | 5         | Tödliche Träume                    | Dream Sorcerer                       | 4. Nov. 1998         | 13. Juni 1999                         | Nick Marck          | Constance M. Burge                                                                        |
| 6          | 6         | Höllenhochzeit                     | The Wedding from Hell                | 11. Nov. 1998        | 20. Juni 1999                         | R. W. Ginty         | Greg Elliot & Michael Perricone                                                           |
| 7          | 7         | Schwester der Nacht                | The Fourth Sister                    | 18. Nov. 1998        | 27. Juni 1999                         | Gil Adler           | Edithe Swensen                                                                            |
| 8          | 8         | Der Wahrheitszauber                | The Truth Is Out There… and It Hurts | 25. Nov. 1998        | 4. Juli 1999                          | James A. Contner    | Zack Estrin & Chris Levinson                                                              |
| 9          | 9         | Rückkehr aus dem Jenseits          | The Witch Is Back                    | 16. Dez. 1998        | 11. Juli 1999                         | Richard Denault     | Sheryl J. Anderson                                                                        |
| 10         | 10        | Machtlos                           | Wicca Envy                           | 13. Jan. 1999        | 18. Juli 1999                         | Mel Damski          | Brad Kern & Sheryl J. Anderson Idee: Brad Kern                                            |
| 11         | 11        | Der Fluch der Urne                 | Feats of Clay                        | 20. Jan. 1999        | 25. Juli 1999                         | Kevin Inch          | Michael Perricone, Greg Elliot, Chris Levinson & Zack Estrin Idee: Javier Grillo-Marxuach |
| 12         | 12        | Wendigo                            | The Wendigo                          | 3. Feb. 1999         | 1. Aug. 1999                          | James L. Conway     | Edithe Swensen                                                                            |
| 13         | 13        | Liebe ist die stärkste Macht       | From Fear to Eternity                | 10. Feb. 1999        | 8. Aug. 1999                          | Les Sheldon         | Tony Blake & Paul Jackson                                                                 |
| 14         | 14        | Nachricht von Max                  | Secrets and Guys                     | 17. Feb. 1999        | 15. Aug. 1999                         | James A. Contner    | Constance M. Burge & Sheryl J. Anderson Idee: Brad Kern & Constance M. Burge              |
| 15         | 15        | Wer hat Angst vorm Schwarzen Mann? | Is There a Woogy in the House?       | 24. Feb. 1999        | 22. Aug. 1999                         | John T. Kretchmer   | Chris Levinson & Zack Estrin                                                              |
| 16         | 16        | Man stirbt nur dreimal             | Which Prue Is It, Anyway?            | 3. März 1999         | 29. Aug. 1999                         | John Behring        | Javier Grillo-Marxuach                                                                    |
| 17         | 17        | Zurück in die Vergangenheit        | That ’70s Episode                    | 7. Apr. 1999         | 5. Sep. 1999                          | Richard Compton     | Sheryl J. Anderson                                                                        |
| 18         | 18        | Wenn das Böse erwacht              | When Bad Warlocks Turn Good          | 28. Apr. 1999        | 12. Sep. 1999                         | Kevin Inch          | Edithe Swensen                                                                            |
| 19         | 19        | Blind                              | Out of Sight                         | 5. Mai 1999          | 12. Sep. 1999                         | Craig Zisk          | Tony Blake & Paul Jackson                                                                 |
| 20         | 20        | Ein Geist, zwei Schwestern         | The Power of Two                     | 12. Mai 1999         | 19. Sep. 1999                         | Elodie Keene        | Brad Kern                                                                                 |
| 21         | 21        | Wächter der Dunkelheit             | Love Hurts                           | 19. Mai 1999         | 26. Sep. 1999                         | James Whitmore, Jr. | Chris Levinson, Zack Estrin & Javier Grillo-Marxuach                                      |
| 22         | 22        | Immer wieder Mittwoch              | Déjà Vu All Over Again               | 26. Mai 1999         | 3. Okt. 1999                          | Les Sheldon         | Brad Kern & Constance M. Burge                                                            |

## Staffel 2
Die Erstausstrahlung der zweiten Staffel war vom 30. September 1999 bis zum 18. Mai 2000 auf dem US-amerikanischen Sender The WB zu sehen. Die deutschsprachige Erstausstrahlung sendete der deutsche Free-TV-Sender ProSieben vom 9. September 2000 bis zum 27. Januar 2001.
| Nr. (ges.) | Nr. (St.) | Deutscher Titel            | Originaltitel                        | Erstausstrahlung USA | Deutschsprachige Erstausstrahlung (D) | Regie              | Drehbuch                                                             |
| ---------- | --------- | -------------------------- | ------------------------------------ | -------------------- | ------------------------------------- | ------------------ | -------------------------------------------------------------------- |
| 23         | 1         | Abraxas                    | Witch Trial                          | 30. Sep. 1999        | 9. Sep. 2000                          | Craig Zisk         | Brad Kern                                                            |
| 24         | 2         | Hexenjagd                  | Morality Bites                       | 7. Okt. 1999         | 16. Sep. 2000                         | John Behring       | Chris Levinson & Zack Estrin                                         |
| 25         | 3         | Voll im Bild               | The Painted World                    | 14. Okt. 1999        | 30. Sep. 2000                         | Kevin Inch         | Constance M. Burge                                                   |
| 26         | 4         | Pakt mit dem Teufel        | The Devil’s Music                    | 21. Okt. 1999        | 23. Sep. 2000                         | Richard Compton    | David Simkins                                                        |
| 27         | 5         | Einfach unwiderstehlich    | She’s a Man, Baby, a Man!            | 4. Nov. 1999         | 7. Okt. 2000                          | Martha Mitchell    | Javier Grillo-Marxuach                                               |
| 28         | 6         | Der Auserwählte            | That Old Black Magic                 | 11. Nov. 1999        | 14. Okt. 2000                         | James L. Conway    | Vivian Mayhew & Valerie Mayhew                                       |
| 29         | 7         | Die Akasha-Rollen          | They’re Everywhere                   | 18. Nov. 1999        | 21. Okt. 2000                         | Mel Damski         | Sheryl J. Anderson                                                   |
| 30         | 8         | Schrecken der Tiefe        | P3 H2O                               | 9. Dez. 1999         | 28. Okt. 2000                         | John Behring       | Chris Levinson & Zack Estrin                                         |
| 31         | 9         | Zwischen Himmel und Hölle  | Ms. Hellfire                         | 13. Jan. 2000        | 4. Nov. 2000                          | Craig Zisk         | Constance M. Burge & Sheryl J. Anderson Idee: Constance M. Burge     |
| 32         | 10        | Mitten ins Herz            | Heartbreak City                      | 20. Jan. 2000        | 11. Nov. 2000                         | Michael Zinberg    | David Simkins                                                        |
| 33         | 11        | Drei Hexen und ein Baby    | Reckless Abandon                     | 27. Jan. 2000        | 18. Nov. 2000                         | Craig Zisk         | Javier Grillo-Marxuach                                               |
| 34         | 12        | Fieber                     | Awakened                             | 3. Feb. 2000         | 25. Nov. 2000                         | Anson Williams     | Vivian Mayhew & Valerie Mayhew                                       |
| 35         | 13        | Ein tierisch guter Spuk    | Animal Pragmatism                    | 10. Feb. 2000        | 2. Dez. 2000                          | Don Kurt           | Chris Levinson & Zack Estrin                                         |
| 36         | 14        | Verflucht in alle Ewigkeit | Pardon My Past                       | 17. Feb. 2000        | 9. Dez. 2000                          | Jon Paré           | Michael Gleason                                                      |
| 37         | 15        | Das Zeichen                | Give Me a Sign                       | 24. Feb. 2000        | 16. Dez. 2000                         | James A. Contner   | Sheryl J. Anderson                                                   |
| 38         | 16        | Vom Pech verfolgt          | Murphy’s Luck                        | 30. März 2000        | 23. Dez. 2000                         | John Behring       | David Simkins                                                        |
| 39         | 17        | Ewige Jugend               | How to Make a Quilt Out of Americans | 6. Apr. 2000         | 30. Dez. 2000                         | Kevin Inch         | Javier Grillo-Marxuach & Robert Masello Idee: Javier Grillo-Marxuach |
| 40         | 18        | Der reinste Horror         | Chick Flick                          | 20. Apr. 2000        | 6. Jan. 2001                          | Michael Schultz    | Chris Levinson & Zack Estrin                                         |
| 41         | 19        | Ex Libris                  | Ex Libris                            | 27. Apr. 2000        | 13. Jan. 2001                         | Joel J. Feigenbaum | Brad Kern Idee: Peter Chomsky                                        |
| 42         | 20        | Hexenblut                  | Astral Monkey                        | 4. Mai 2000          | 20. Jan. 2001                         | Craig Zisk         | Constance M. Burge & David Simkins Idee: Constance M. Burge          |
| 43         | 21        | Die Reiter der Apokalypse  | Apocalypse Not                       | 11. Mai 2000         | 27. Jan. 2001                         | Michael Zinberg    | Sheryl J. Anderson Idee: Sanford Golden                              |
| 44         | 22        | Wünsch dir was             | Be Careful What You Witch For        | 18. Mai 2000         | 27. Jan. 2001                         | Shannen Doherty    | Brad Kern, Zack Estrin & Chris Levinson Idee: Brad Kern              |

## Staffel 3
Die Erstausstrahlung der dritten Staffel war vom 5. Oktober 2000 bis zum 17. Mai 2001 auf dem US-amerikanischen Sender The WB zu sehen. Die deutschsprachige Erstausstrahlung der Episoden 1 bis 21 sendete der deutsche Free-TV-Sender ProSieben vom 6. Juni bis zum 24. Oktober 2001. Die letzte Folge wurde erstmals am 25. September 2002, eine Woche vor dem Start der vierten Staffel, auf ProSieben ausgestrahlt.
| Nr. (ges.) | Nr. (St.) | Deutscher Titel             | Originaltitel                       | Erstausstrahlung USA | Deutschsprachige Erstausstrahlung (D) | Regie              | Drehbuch                                                        |
| ---------- | --------- | --------------------------- | ----------------------------------- | -------------------- | ------------------------------------- | ------------------ | --------------------------------------------------------------- |
| 45         | 1         | Die Verschwörung des Bösen  | The Honeymoon’s Over                | 5. Okt. 2000         | 6. Juni 2001                          | James L. Conway    | Brad Kern                                                       |
| 46         | 2         | Hexenhochzeit               | Magic Hour                          | 12. Okt. 2000        | 13. Juni 2001                         | John Behring       | Chris Levinson & Zack Estrin                                    |
| 47         | 3         | Von Feen und Trollen        | Once Upon a Time                    | 19. Okt. 2000        | 20. Juni 2001                         | Joel J. Feigenbaum | Krista Vernoff                                                  |
| 48         | 4         | Das Zeitportal              | All Halliwell’s Eve                 | 26. Okt. 2000        | 27. Juni 2001                         | Anson Williams     | Sheryl J. Anderson                                              |
| 49         | 5         | Die Dämonenfalle            | Sight Unseen                        | 2. Nov. 2000         | 4. Juli 2001                          | Perry Lang         | William Schmidt                                                 |
| 50         | 6         | Die Macht der Gefühle       | Primrose Empath                     | 9. Nov. 2000         | 11. Juli 2001                         | Mel Damski         | Daniel Cerone                                                   |
| 51         | 7         | Alle oder keine             | Power Outage                        | 16. Nov. 2000        | 18. Juli 2001                         | Craig Zisk         | Monica Breen & Alison Schapker                                  |
| 52         | 8         | Balthasar                   | Sleuthing with the Enemy            | 14. Dez. 2000        | 25. Juli 2001                         | Noel Nosseck       | Peter Hume                                                      |
| 53         | 9         | Besessen                    | Coyote Piper                        | 11. Jan. 2001        | 1. Aug. 2001                          | Chris Long         | Krista Vernoff                                                  |
| 54         | 10        | Wenn der Eismann kommt      | We All Scream for Ice Cream         | 18. Jan. 2001        | 8. Aug. 2001                          | Allan Kroeker      | Chris Levinson & Zack Estrin                                    |
| 55         | 11        | Gegen alle Regeln           | Blinded by the Whitelighter         | 25. Jan. 2001        | 15. Aug. 2001                         | David Straiton     | Nell Scovell                                                    |
| 56         | 12        | Verlorene Seelen            | Wrestling with Demons               | 1. Feb. 2001         | 22. Aug. 2001                         | Joel J. Feigenbaum | Sheryl J. Anderson                                              |
| 57         | 13        | Das Böse in mir             | Bride and Gloom                     | 8. Feb. 2001         | 29. Aug. 2001                         | Chris Long         | William Schmidt                                                 |
| 58         | 14        | Stadt der Geister           | The Good, the Bad and the Cursed    | 15. Feb. 2001        | 5. Sep. 2001                          | Shannen Doherty    | Monica Breen & Alison Schapker                                  |
| 59         | 15        | Trauung mit Hindernissen    | Just Harried                        | 22. Feb. 2001        | 5. Sep. 2001                          | Mel Damski         | Daniel Cerone                                                   |
| 60         | 16        | Der Tod siegt immer         | Death Takes a Halliwell             | 15. März 2001        | 12. Sep. 2001                         | Jon Paré           | Krista Vernoff                                                  |
| 61         | 17        | Aller guten Dinge sind neun | Pre-Witched                         | 22. März 2001        | 19. Sep. 2001                         | David Straiton     | Chris Levinson & Zack Estrin                                    |
| 62         | 18        | Die sieben Todsünden        | Sin Francisco                       | 19. Apr. 2001        | 26. Sep. 2001                         | Joel J. Feigenbaum | Nell Scovell                                                    |
| 63         | 19        | Die Bruderschaft            | The Demon Who Came In from the Cold | 26. Apr. 2001        | 10. Okt. 2001                         | Anson Williams     | Sheryl J. Anderson                                              |
| 64         | 20        | Freund oder Feind?          | Exit Strategy                       | 3. Mai 2001          | 17. Okt. 2001                         | Joel J. Feigenbaum | Peter Hume & Daniel Cerone Idee: Peter Hume                     |
| 65         | 21        | Die Todesfee                | Look Who’s Barking                  | 10. Mai 2001         | 24. Okt. 2001                         | John Behring       | Curtis Kheel, Monica Breen & Alison Schapker Idee: Curtis Kheel |
| 66         | 22        | Das Ende                    | All Hell Breaks Loose               | 17. Mai 2001         | 25. Sep. 2002                         | Shannen Doherty    | Brad Kern                                                       |

## Staffel 4
Die Erstausstrahlung der vierten Staffel war vom 4. Oktober 2001 bis zum 16. Mai 2002 auf dem US-amerikanischen Sender The WB zu sehen. Die deutschsprachige Erstausstrahlung sendete der deutsche Free-TV-Sender ProSieben vom 2. Oktober 2002 bis zum 5. März 2003.
| Nr. (ges.) | Nr. (St.) | Deutscher Titel               | Originaltitel               | Erstausstrahlung USA | Deutschsprachige Erstausstrahlung (D) | Regie               | Drehbuch                                      |
| ---------- | --------- | ----------------------------- | --------------------------- | -------------------- | ------------------------------------- | ------------------- | --------------------------------------------- |
| 67         | 1         | Die neue Macht der Drei       | Charmed Again (Part 1)      | 4. Okt. 2001         | 2. Okt. 2002                          | Michael Schultz     | Brad Kern                                     |
| 68         | 2         | 48 Stunden                    | Charmed Again (Part 2)      | 4. Okt. 2001         | 9. Okt. 2002                          | Mel Damski          | Brad Kern                                     |
| 69         | 3         | Die drei Furien               | Hell Hath No Fury           | 11. Okt. 2001        | 16. Okt. 2002                         | Chris Long          | Krista Vernoff                                |
| 70         | 4         | Der Mann mit dem Drachendolch | Enter the Demon             | 18. Okt. 2001        | 23. Okt. 2002                         | Joel J. Feigenbaum  | Daniel Cerone                                 |
| 71         | 5         | Der Sammler                   | Size Matters                | 25. Okt. 2001        | 30. Okt. 2002                         | Noel Nosseck        | Nell Scovell                                  |
| 72         | 6         | Ein Prinz für Paige           | A Knight to Remember        | 1. Nov. 2001         | 6. Nov. 2002                          | David Straiton      | Alison Schapker & Monica Breen                |
| 73         | 7         | Hirngespinste                 | Brain Drain                 | 8. Nov. 2001         | 13. Nov. 2002                         | John Behring        | Curtis Kheel                                  |
| 74         | 8         | Schwarz wie der Teufel        | Black as Cole               | 15. Nov. 2001        | 20. Nov. 2002                         | Les Landau          | Brad Kern & Nell Scovell Idee: Abbey Campbell |
| 75         | 9         | Der Ring der Musen            | Muse to My Ears             | 13. Dez. 2001        | 27. Nov. 2002                         | Joel J. Feigenbaum  | Krista Vernoff                                |
| 76         | 10        | Geister der Vergangenheit     | A Paige from the Past       | 17. Jan. 2002        | 4. Dez. 2002                          | James L. Conway     | Daniel Cerone                                 |
| 77         | 11        | Die zwölf Geschworenen        | Trial by Magic              | 24. Jan. 2002        | 11. Dez. 2002                         | Chip Scott Laughlin | Michael Gleason                               |
| 78         | 12        | Feuer                         | Lost and Bound              | 31. Jan. 2002        | 18. Dez. 2002                         | Noel Nosseck        | Nell Scovell                                  |
| 79         | 13        | Das Schwarze Nichts           | Charmed and Dangerous       | 7. Feb. 2002         | 8. Jan. 2003                          | Jon Paré            | Monica Breen & Alison Schapker                |
| 80         | 14        | Die Frage aller Fragen        | The Three Faces of Phoebe   | 14. Feb. 2002        | 15. Jan. 2003                         | Joel J. Feigenbaum  | Curtis Kheel                                  |
| 81         | 15        | Die Braut trägt Schwarz       | Marry-Go-Round              | 14. März 2002        | 22. Jan. 2003                         | Chris Long          | Daniel Cerone                                 |
| 82         | 16        | Das fünfte Rad                | The Fifth Halliwheel        | 21. März 2002        | 29. Jan. 2003                         | David Straiton      | Krista Vernoff                                |
| 83         | 17        | Der Soldat Leo Wyatt          | Saving Private Leo          | 28. März 2002        | 5. Feb. 2003                          | John Behring        | Daniel Cerone Idee: Doug E. Jones             |
| 84         | 18        | Beiß mich                     | Bite Me                     | 18. Apr. 2002        | 12. Feb. 2003                         | John T. Kretchmer   | Curtis Kheel                                  |
| 85         | 19        | Die Krönung                   | We’re Off to See the Wizard | 25. Apr. 2002        | 19. Feb. 2003                         | Timothy Lonsdale    | Alison Schapker & Monica Breen                |
| 86         | 20        | Lang lebe die Königin         | Long Live the Queen         | 2. Mai 2002          | 26. Feb. 2003                         | Jon Paré            | Krista Vernoff                                |
| 87         | 21        | Die Brut des Bösen            | Womb Raider                 | 9. Mai 2002          | 5. März 2003                          | Mel Damski          | Daniel Cerone                                 |
| 88         | 22        | Der Engel des Schicksals      | Witch Way Now?              | 16. Mai 2002         | 5. März 2003                          | Brad Kern           | Brad Kern                                     |

## Staffel 5
Die Erstausstrahlung der fünften Staffel war vom 22. September 2002 bis zum 11. Mai 2003 auf dem US-amerikanischen Sender The WB zu sehen. Die deutschsprachige Erstausstrahlung sendete der deutsche Free-TV-Sender ProSieben vom 14. April bis zum 28. Juli 2004.
| Nr. (ges.) | Nr. (St.) | Deutscher Titel                          | Originaltitel                  | Erstausstrahlung USA | Deutschsprachige Erstausstrahlung (D) | Regie                               | Drehbuch                                                         |
| ---------- | --------- | ---------------------------------------- | ------------------------------ | -------------------- | ------------------------------------- | ----------------------------------- | ---------------------------------------------------------------- |
| 89         | 1         | Der Ruf des Meeres – Teil 1              | A Witch’s Tail (Part 1)        | 22. Sep. 2002        | 14. Apr. 2004                         | James L. Conway                     | Daniel Cerone                                                    |
| 90         | 2         | Der Ruf des Meeres – Teil 2              | A Witch’s Tail (Part 2)        | 22. Sep. 2002        | 21. Apr. 2004                         | Mel Damski                          | Monica Breen & Alison Schapker                                   |
| 91         | 3         | Und wenn sie nicht gestorben sind …      | Happily Ever After             | 29. Sep. 2002        | 28. Apr. 2004                         | John T. Kretchmer                   | Curtis Kheel                                                     |
| 92         | 4         | Sirenengesang                            | Siren Song                     | 6. Okt. 2002         | 5. Mai 2004                           | Joel J. Feigenbaum                  | Krista Vernoff                                                   |
| 93         | 5         | Superhelden                              | Witches in Tights              | 13. Okt. 2002        | 12. Mai 2004                          | David Straiton                      | Mark Wilding                                                     |
| 94         | 6         | Böse Augen                               | The Eyes Have It               | 20. Okt. 2002        | 19. Mai 2004                          | James Marshall                      | Laurie Parres                                                    |
| 95         | 7         | Barbas                                   | Sympathy for the Demon         | 3. Nov. 2002         | 19. Mai 2004                          | Stuart Gillard                      | Henry Alonso Myers                                               |
| 96         | 8         | Tödliche Visionen                        | A Witch in Time                | 10. Nov. 2002        | 26. Mai 2004                          | John Behring                        | Daniel Cerone                                                    |
| 97         | 9         | Unverwundbar                             | Sam, I Am                      | 17. Nov. 2002        | 26. Mai 2004                          | Joel J. Feigenbaum                  | Alison Schapker & Monica Breen                                   |
| 98         | 10        | Mumienschanz                             | Y Tu Mummy También             | 5. Jan. 2003         | 2. Juni 2004                          | Chris Long                          | Curtis Kheel                                                     |
| 99         | 11        | Der Nexus                                | The Importance of Being Phoebe | 12. Jan. 2003        | 2. Juni 2004                          | Derek Johansen                      | Krista Vernoff                                                   |
| 100        | 12        | Happy Birthday, Cole                     | Centennial Charmed             | 19. Jan. 2003        | 16. Juni 2004                         | James L. Conway                     | Brad Kern                                                        |
| 101        | 13        | Quälgeister                              | House Call                     | 2. Feb. 2003         | 16. Juni 2004                         | Jon Paré                            | Henry Alonso Myers                                               |
| 102        | 14        | San Francisco träumt                     | Sand Francisco Dreamin’        | 9. Feb. 2003         | 23. Juni 2004                         | John T. Kretchmer                   | Monica Breen & Alison Schapker                                   |
| 103        | 15        | Ein magisches Geschenk                   | The Day the Magic Died         | 16. Feb. 2003        | 23. Juni 2004                         | Stuart Gillard                      | Daniel Cerone                                                    |
| 104        | 16        | Babyalarm                                | Baby’s First Demon             | 30. März 2003        | 30. Juni 2004                         | John T. Kretchmer                   | Krista Vernoff                                                   |
| 105        | 17        | Glücksbringer                            | Lucky Charmed                  | 6. Apr. 2003         | 30. Juni 2004                         | Roxann Dawson                       | Curtis Kheel                                                     |
| 106        | 18        | Katzenjammer                             | Cat House                      | 13. Apr. 2003        | 7. Juli 2004                          | James L. Conway                     | Brad Kern                                                        |
| 107        | 19        | Tanz um die Ewige Quelle                 | Nymphs Just Want to Have Fun   | 20. Apr. 2003        | 7. Juli 2004                          | Mel Damski                          | Andrea Stevens & Doug E. Jones                                   |
| 108        | 20        | Nichts sehen, nichts hören, nichts sagen | Sense and Sense Ability        | 27. Apr. 2003        | 14. Juli 2004                         | Joel J. Feigenbaum & Stewart Schill | Daniel Cerone & Krista Vernoff Idee: Brian Krause & Ed Bokinskie |
| 109        | 21        | Hexentaufe                               | Necromancing the Stone         | 4. Mai 2003          | 21. Juli 2004                         | Jon Paré                            | Henry Alonso Myers, Alison Schapker & Monica Breen               |
| 110        | 22        | Kampf der Titanen – Teil 1               | Oh My Goddess! (Part 1)        | 11. Mai 2003         | 28. Juli 2004                         | Jonathan West                       | Krista Vernoff & Curtis Kheel                                    |
| 111        | 23        | Kampf der Titanen – Teil 2               | Oh My Goddess! (Part 2)        | 11. Mai 2003         | 28. Juli 2004                         | Joel J. Feigenbaum                  | Daniel Cerone                                                    |

## Staffel 6
Die Erstausstrahlung der sechsten Staffel war vom 28. September 2003 bis zum 16. Mai 2004 auf dem US-amerikanischen Sender The WB zu sehen. Die deutschsprachige Erstausstrahlung sendete der deutsche Free-TV-Sender ProSieben vom 9. Februar bis zum 29. Juni 2005.
| Nr. (ges.) | Nr. (St.) | Deutscher Titel               | Originaltitel                            | Erstausstrahlung USA | Deutschsprachige Erstausstrahlung (D) | Regie              | Drehbuch                    |
| ---------- | --------- | ----------------------------- | ---------------------------------------- | -------------------- | ------------------------------------- | ------------------ | --------------------------- |
| 112        | 1         | Im Bann der Walküren – Teil 1 | Valhalley of the Dolls (Part 1)          | 28. Sep. 2003        | 9. Feb. 2005                          | James L. Conway    | Brad Kern                   |
| 113        | 2         | Im Bann der Walküren – Teil 2 | Valhalley of the Dolls (Part 2)          | 28. Sep. 2003        | 9. Feb. 2005                          | James L. Conway    | Brad Kern                   |
| 114        | 3         | Vergissmeinnicht              | Forget Me… Not                           | 5. Okt. 2003         | 16. Feb. 2005                         | John T. Kretchmer  | Henry Alonso Myers          |
| 115        | 4         | Die Ohnmacht der Drei         | The Power of Three Blondes               | 12. Okt. 2003        | 23. Feb. 2005                         | John Behring       | Daniel Cerone               |
| 116        | 5         | Tödliche Liebe                | Love’s a Witch                           | 19. Okt. 2003        | 2. März 2005                          | Stuart Gillard     | Jeannine Renshaw            |
| 117        | 6         | Opfer der Sehnsucht           | My Three Witches                         | 26. Okt. 2003        | 9. März 2005                          | Joel J. Feigenbaum | Scott Lipsey & Whip Lipsey  |
| 118        | 7         | Seelenqualen                  | Soul Survivor                            | 2. Nov. 2003         | 9. März 2005                          | Mel Damski         | Curtis Kheel                |
| 119        | 8         | Piper und die Tafelrunde      | Sword and the City                       | 9. Nov. 2003         | 16. März 2005                         | Derek Johansen     | David Simkins               |
| 120        | 9         | Kleine Monster                | Little Monsters                          | 16. Nov. 2003        | 23. März 2005                         | James L. Conway    | Julie Hess                  |
| 121        | 10        | Zwischen den Zeiten           | Chris-Crossed                            | 23. Nov. 2003        | 30. März 2005                         | Joel J. Feigenbaum | Cameron Litvack             |
| 122        | 11        | Witchstock                    | Witchstock                               | 11. Jan. 2004        | 6. Apr. 2005                          | James A. Contner   | Daniel Cerone               |
| 123        | 12        | Der perfekte Mann             | Prince Charmed                           | 18. Jan. 2004        | 13. Apr. 2005                         | David Jackson      | Henry Alonso Myers          |
| 124        | 13        | Schlechtes Karma              | Used Karma                               | 25. Jan. 2004        | 20. Apr. 2005                         | John T. Kretchmer  | Jeannine Renshaw            |
| 125        | 14        | Die kopflosen Drei            | The Legend of Sleepy Halliwell           | 8. Feb. 2004         | 27. Apr. 2005                         | Jon Paré           | Cameron Litvack             |
| 126        | 15        | Bezaubernde Phoebe            | I Dream of Phoebe                        | 15. Feb. 2004        | 4. Mai 2005                           | John T. Kretchmer  | Curtis Kheel                |
| 127        | 16        | Piper und Leo                 | The Courtship of Wyatt’s Father          | 22. Feb. 2004        | 11. Mai 2005                          | Joel J. Feigenbaum | Brad Kern                   |
| 128        | 17        | Klassentreffen                | Hyde School Reunion                      | 14. März 2004        | 18. Mai 2005                          | Jonathan West      | David Simkins               |
| 129        | 18        | Die Spinne                    | Spin City                                | 18. Apr. 2004        | 25. Mai 2005                          | Mel Damski         | Doug E. Jones & Andy Reaser |
| 130        | 19        | Das Tribunal                  | Crimes and Witch-Demeanors               | 25. Apr. 2004        | 1. Juni 2005                          | John T. Kretchmer  | Henry Alonso Myers          |
| 131        | 20        | Magische Männer               | A Wrong Day’s Journey into Right         | 2. Mai 2004          | 8. Juni 2005                          | Derek Johansen     | Cameron Litvack             |
| 132        | 21        | Witch Wars                    | Witch Wars                               | 9. Mai 2004          | 15. Juni 2005                         | David Jackson      | Krista Vernoff              |
| 133        | 22        | Gute und böse Welt – Teil 1   | It’s a Bad, Bad, Bad, Bad World (Part 1) | 16. Mai 2004         | 22. Juni 2005                         | Jon Paré           | Jeannine Renshaw            |
| 134        | 23        | Gute und böse Welt – Teil 2   | It’s a Bad, Bad, Bad, Bad World (Part 2) | 16. Mai 2004         | 29. Juni 2005                         | James L. Conway    | Curtis Kheel                |

## Staffel 7
Die Erstausstrahlung der siebten Staffel war vom 12. September 2004 bis zum 22. Mai 2005 auf dem US-amerikanischen Sender The WB zu sehen. Die deutschsprachige Erstausstrahlung sendete der deutsche Free-TV-Sender ProSieben vom 6. Juli bis zum 16. November 2005.
| Nr. (ges.) | Nr. (St.) | Deutscher Titel                   | Originaltitel                   | Erstausstrahlung USA | Deutschsprachige Erstausstrahlung (D) | Regie              | Drehbuch                                   |
| ---------- | --------- | --------------------------------- | ------------------------------- | -------------------- | ------------------------------------- | ------------------ | ------------------------------------------ |
| 135        | 1         | Blinder Zorn                      | A Call to Arms                  | 12. Sep. 2004        | 6. Juli 2005                          | James L. Conway    | Brad Kern                                  |
| 136        | 2         | Nackte Tatsachen                  | The Bare Witch Project          | 19. Sep. 2004        | 13. Juli 2005                         | John T. Kretchmer  | Jeannine Renshaw                           |
| 137        | 3         | Der Rivalitätszauber              | Cheaper by the Coven            | 26. Sep. 2004        | 20. Juli 2005                         | Derek Johansen     | Mark Wilding                               |
| 138        | 4         | Der Fluch der Piraten             | Charrrmed!                      | 3. Okt. 2004         | 27. Juli 2005                         | Mel Damski         | Cameron Litvack                            |
| 139        | 5         | Todesengel                        | Styx Feet Under                 | 10. Okt. 2004        | 3. Aug. 2005                          | Christopher Leitch | Henry Alonso Myers                         |
| 140        | 6         | Im Bann des Blauen Mondes         | Once in a Blue Moon             | 17. Okt. 2004        | 10. Aug. 2005                         | John T. Kretchmer  | Erica Messer & Debra J. Fisher             |
| 141        | 7         | Ohne Schutzengel                  | Someone to Witch Over Me        | 31. Okt. 2004        | 17. Aug. 2005                         | Jon Paré           | Rob Wright                                 |
| 142        | 8         | Der Burmesische Falke             | Charmed Noir                    | 14. Nov. 2004        | 24. Aug. 2005                         | Michael Grossman   | Curtis Kheel                               |
| 143        | 9         | Was ist mit Leo los?              | There’s Something About Leo     | 21. Nov. 2004        | 31. Aug. 2005                         | Derek Johansen     | Natalie Antoci & Scott Lipsey              |
| 144        | 10        | Ich sehe was, was du nicht siehst | Witchness Protection            | 28. Nov. 2004        | 7. Sep. 2005                          | David Jackson      | Jeannine Renshaw                           |
| 145        | 11        | Die Hexen von nebenan             | Ordinary Witches                | 16. Jan. 2005        | 7. Sep. 2005                          | Jonathan West      | Mark Wilding                               |
| 146        | 12        | Utopia erwacht                    | Extreme Makeover: World Edition | 23. Jan. 2005        | 14. Sep. 2005                         | LeVar Burton       | Cameron Litvack                            |
| 147        | 13        | Charmageddon                      | Charmageddon                    | 30. Jan. 2005        | 21. Sep. 2005                         | John T. Kretchmer  | Henry Alonso Myers                         |
| 148        | 14        | Carpe Dämon                       | Carpe Demon                     | 13. Feb. 2005        | 28. Sep. 2005                         | Stuart Gillard     | Curtis Kheel                               |
| 149        | 15        | Feuer und Flamme                  | Show Ghouls                     | 20. Feb. 2005        | 5. Okt. 2005                          | Mel Damski         | Erica Messer, Debra J. Fisher & Rob Wright |
| 150        | 16        | Der verlorene Leo                 | The Seven Year Witch            | 10. Apr. 2005        | 12. Okt. 2005                         | Michael Grossman   | Jeannine Renshaw                           |
| 151        | 17        | Wer hat die Eltern geschrumpft?   | Scry Hard                       | 17. Apr. 2005        | 12. Okt. 2005                         | Derek Johansen     | Andy Reaser & Doug E. Jones                |
| 152        | 18        | Die Büchse der Pandora            | Little Box of Horrors           | 24. Apr. 2005        | 19. Okt. 2005                         | Jon Paré           | Cameron Litvack                            |
| 153        | 19        | Freaky Phoebe                     | Freaky Phoebe                   | 1. Mai 2005          | 26. Okt. 2005                         | Michael Grossman   | Mark Wilding                               |
| 154        | 20        | Mein Freund, der Dämon            | Imaginary Fiends                | 8. Mai 2005          | 2. Nov. 2005                          | Jonathan West      | Henry Alonso Myers                         |
| 155        | 21        | Der Tod steht ihnen gut           | Death Becomes Them              | 15. Mai 2005         | 9. Nov. 2005                          | John T. Kretchmer  | Curtis Kheel                               |
| 156        | 22        | Macht oder Leben                  | Something Wicca This Way Goes   | 22. Mai 2005         | 16. Nov. 2005                         | James L. Conway    | Brad Kern Idee: Brad Kern & Rob Wright     |

## Staffel 8
Die Erstausstrahlung der achten Staffel war vom 25. September 2005 bis zum 21. Mai 2006 auf dem US-amerikanischen Sender The WB zu sehen. Die deutschsprachige Erstausstrahlung sendete der deutsche Free-TV-Sender ProSieben vom 19. September 2006 bis zum 24. März 2007.
| Nr. (ges.) | Nr. (St.) | Deutscher Titel                   | Originaltitel                  | Erstausstrahlung USA | Deutschsprachige Erstausstrahlung (D) | Regie                | Drehbuch                       |
| ---------- | --------- | --------------------------------- | ------------------------------ | -------------------- | ------------------------------------- | -------------------- | ------------------------------ |
| 157        | 1         | Totgesagte leben länger           | Still Charmed and Kicking      | 25. Sep. 2005        | 19. Sep. 2006                         | James L. Conway      | Brad Kern                      |
| 158        | 2         | Halliwells im Wunderland          | Malice in Wonderland           | 2. Okt. 2005         | 26. Sep. 2006                         | Mel Damski           | Brad Kern                      |
| 159        | 3         | Lauf, Piper, lauf                 | Run, Piper, Run                | 9. Okt. 2005         | 10. Okt. 2006                         | Derek Johansen       | Cameron Litvack                |
| 160        | 4         | Verzweifelte Haushexen            | Desperate Housewitches         | 16. Okt. 2005        | 17. Okt. 2006                         | Jon Paré             | Jeannine Renshaw               |
| 161        | 5         | Entzauberte Julie                 | Rewitched                      | 23. Okt. 2005        | 24. Okt. 2006                         | John T. Kretchmer    | Rob Wright                     |
| 162        | 6         | Kill Billie: Vol. 1               | Kill Billie: Vol. 1            | 30. Okt. 2005        | 31. Okt. 2006                         | Michael Grossman     | Elizabeth Hunter               |
| 163        | 7         | Bitte lächeln                     | The Lost Picture Show          | 6. Nov. 2005         | 7. Nov. 2006                          | Jonathan West        | Doug E. Jones & Andy Reaser    |
| 164        | 8         | Yin und Yang                      | Battle of the Hexes            | 13. Nov. 2005        | 14. Nov. 2006                         | LeVar Burton         | Jeannine Renshaw               |
| 165        | 9         | Blutsbande                        | Hulkus Pocus                   | 20. Nov. 2005        | 21. Nov. 2006                         | Joel J. Feigenbaum   | Liz Sagal                      |
| 166        | 10        | Vaya Con Leos                     | Vaya Con Leos                  | 27. Nov. 2005        | 28. Nov. 2006                         | Janice Cooke Leonard | Cameron Litvack                |
| 167        | 11        | Billies Killer-Eltern             | Mr. & Mrs. Witch               | 8. Jan. 2006         | 6. Jan. 2007                          | James L. Conway      | Rob Wright                     |
| 168        | 12        | Mit gleicher Münze                | Payback’s a Witch              | 15. Jan. 2006        | 13. Jan. 2007                         | Mel Damski           | Brad Kern                      |
| 169        | 13        | Klein, aber mein                  | Repo Manor                     | 22. Jan. 2006        | 20. Jan. 2007                         | Derek Johansen       | Doug E. Jones                  |
| 170        | 14        | Büffel, Tiger und Hund            | 12 Angry Zen                   | 12. Feb. 2006        | 27. Jan. 2007                         | Jon Paré             | Cameron Litvack                |
| 171        | 15        | Die letzte Versuchung von Christy | The Last Temptation of Christy | 19. Feb. 2006        | 3. Feb. 2007                          | John T. Kretchmer    | Liz Sagal Idee: Rick Muirragui |
| 172        | 16        | Verliebt, verlobt, verwirrt       | Engaged and Confused           | 26. Feb. 2006        | 10. Feb. 2007                         | Stuart Gillard       | Jeannine Renshaw               |
| 173        | 17        | Ein hoher Preis                   | Generation Hex                 | 16. Apr. 2006        | 17. Feb. 2007                         | Michael Grossman     | Rob Wright                     |
| 174        | 18        | Identitätskrise                   | The Torn Identity              | 23. Apr. 2006        | 24. Feb. 2007                         | LeVar Burton         | Andy Reaser                    |
| 175        | 19        | Zeig mir deinen Traum             | The Young and the Restless     | 30. Apr. 2006        | 3. März 2007                          | Derek Johansen       | Cameron Litvack                |
| 176        | 20        | Hexenkampf                        | Gone with the Witches          | 7. Mai 2006          | 10. März 2007                         | Jonathan West        | Jeannine Renshaw               |
| 177        | 21        | Kill Billie: Vol. 2               | Kill Billie: Vol. 2            | 14. Mai 2006         | 17. März 2007                         | Jon Paré             | Brad Kern                      |
| 178        | 22        | Das Vermächtnis der Halliwells    | Forever Charmed                | 21. Mai 2006         | 24. März 2007                         | James L. Conway      | Brad Kern                      |